# 泰予
泰豫（たいよ）は、南北朝時代、南朝宋の明帝劉彧の治世に行われた2番目の年号。472年。

## 出来事
- 元年4月：明帝崩御、太子劉昱が即位。

## 西暦・干支との対照表
| 泰豫 | 元年  |
| 西暦 | 472年 |
| 干支 | 壬子  |

## 北朝の年号
- 北魏：延興2